# Čintky
Čintky je přírodní rezervace v oblasti Slovenský ráj.
Nachází se v katastrálním území obce Iliašovce v okrese Spišská Nová Ves v Košickém kraji. Území bylo vyhlášeno či novelizováno v roce 1988 na rozloze 5,11 ha. Ochranné pásmo nebylo stanoveno.